# Neostenotarsus guianensis
Espèce
Synonymes
- Hapalopus guianensis Caporiacco, 1954

Neostenotarsus guianensis est une espèce d'araignées mygalomorphes de la famille des Theraphosidae.

## Distribution
Cette espèce se rencontre en Guyane et au Guyana.

## Description
Le mâle holotype mesure 25,5 mm.
Le mâle décrit par Pribik et Weinmann en 2004 mesure 28,8 mm.

## Systématique et taxinomie
Cette espèce a été décrite sous le protonyme Hapalopus guianensis par Caporiacco en 1954. Elle est placée dans le genre Stenotarsus par Schmidt en 2003. Stenotarsus Tesmoingt & Schmidt, 2002 étant préoccupé par Stenotarsus Perty, 1832, il a été remplacé par Neostenotarsus par Pribik et Weinmann en 2004.
Stenotarsus scissistylus, placée en synonymie par Schmidt en 2003 a été relevée de synonymie par Sherwood et Gabriel en 2024.

## Étymologie
Son nom d'espèce, composé de guian[a] et du suffixe latin -ensis, « qui vit dans, qui habite », lui a été donné en référence au lieu de sa découverte, la Guyane.

## Publications originales
- Caporiacco, 1954 : « Araignées de la Guyane Française du Muséum d'Histoire Naturelle de Paris. » Commentationes Pontificiae Academiae Scientiarum, vol. 16, p. 45-193.